# Ekenstierna
Ekenstierna är en svensk adelssläkt som ursprungligen kommer från Stockholm. Ättens äldste kände stamfader är handelsmannen, rådmannen och kämnären Carl Hansson (död 1660). Dennes son, Carl Carlsson, var även han kämnär i Stockholm och antog släktnamnet Ekenbom. Hans son, kommissarien i Svea hovrätt Johan Ekenbom (1671–1742), adlades 1719 7/12 i Stockholm av drottning Ulrika Eleonora med namnet Ekenstierna. Ätten introducerades på Riddarhuset år 1720 som ätt nummer 1701. Originalsköldebrevet donerades år 1897 till Riddarhuset och förvaras sedan dess i Riddarhuspalatset.